# Pseudomicronia bigthana
Pseudomicronia bigthana är en fjärilsart som beskrevs av Druce. Pseudomicronia bigthana ingår i släktet Pseudomicronia och familjen Uraniidae. Inga underarter finns listade.